# Kohler (Familie)
Die Familie Kohler wird meist im Zusammenhang mit den in Kohler und Sheboygan im US-Bundesstaat Wisconsin ansässigen Unternehmungen Kohler Company und Vollrath Company genannt.
Die Familie brachte einen Bürgermeister von Sheboygan, zwei Gouverneure des US-Bundesstaats Wisconsin sowie viele unternehmerische Führungskräfte hervor.
Als Stammvater der Familie gilt der 1805 in Schnepfau (Vorarlberg), im hinteren Bregenzerwald geborene Johann Michael Kohler, der nach St. Paul in den Vereinigten Staaten auswanderte. Dessen 1844 ebenfalls noch in Schnepfau geborener Sohn John Michael Kohler begründete das für Wisconsin bedeutende Industrieimperium Kohler.

## Stammliste
1. Johann Michael Kohler (* 1805 in Schnepfau (Vorarlberg); † 1874 in den Vereinigten Staaten) Milchbauer
⚭1 1838 Maria Anna Moosbrugger (1816–1853); 8 Kinder
⚭2 1853 Maria Theresia Natter; Auswanderung Juni/Juli des Jahres in die USA (St. Paul, Minn.) und dort Milchfarmer; 10 Kinder
  1. John Michael Kohler (* 1844 in Schnepfau (Vorarlberg); † 1900 in Sheboygan (Wisconsin)) Unternehmer Eisen- und Stahl
⚭1 1871 Lillie Vollrath (1848–1883), Tochter des örtlichen Eisen- und Stahlindustriellen Jacob Vollrath (1824–1898)
⚭2 1887 Wilhelmina (Minnie) Vollrath (1852–1929), die Schwester seiner vier Jahre zuvor verstorbenen ersten Frau
    1. Walter Jodok Kohler senior (* 1875 in Sheboygan (Wisconsin); † 1940) (drittes von sechs Kindern aus Ehe mit Lillie), Unternehmer, Leiter der Kohler Company von 1900 bis 1937 (1900 bis 1905 gemeinsam mit seinem Bruder), 1937 bis 1940 als Aufsichtsratschef, von 1929 bis 1931 der 26. Gouverneur des Bundesstaates Wisconsin, begann 1912 mit dem Aufbau der Village of Kohler, einer Modellstadt für seine Industriearbeiter.
⚭ Charlotte H. Schroeder (vier Kinder).
      1. Walter Kohler junior (* 1904 in Sheboygan (Wisconsin); † 1976), Unternehmer, Direktor in der Kohler Company und nach dem Krieg Leiter der Vollrather Company innerhalb des Kohler Konzerns, von 1951 bis 1957 zweimal wiedergewählter 33. Gouverneur des Bundesstaates Wisconsin. Zweimal verheiratet und zwei Kinder.

    2. Marie Christine Kohler (* 1876 in Sheboygan (Wisconsin); † 1943), Philanthropin.
    3. Herbert Kohler Vollrath senior (1891–1968) (aus Ehe mit Minnie), Unternehmer, Leiter der Kohler Company von 1937 bis 1968.
⚭ Ruth Miriam Deyoung Kohler (1906–1953)
      1. Herbert (Vollrath) Kohler junior (1939–2022[1]), Unternehmer, Aufsichtsratsvorsitzender der Kohler Company.
        1. Karger David Kohler (* 1966), Unternehmer, Geschäftsführer und Aufsichtsratsvorsitzender der Kohler Company seit September 2022[2]

      2. Ruth DeYoung Kohler II (1941–1976)